# Villiers-sur-Seine
Villiers-sur-Seine ist eine französische Gemeinde mit 285 Einwohnern (Stand 1. Januar 2022) im Département Seine-et-Marne der Region Île-de-France. Sie gehört zum Arrondissement Provins und zum Kanton Provins. Die Einwohner nennen sich Villierots.

## Geschichte
Das Gebiet von Villiers-sur-Seine war in gallo-römischer Zeit besiedelt, wie Ausgrabungsfunde belegen.
Der Ort wird im 13. Jahrhundert erstmals urkundlich überliefert. Er unterstand dem Erzbistum Sens.

## Bevölkerungsentwicklung
| Jahr      | 1962 | 1968 | 1975 | 1982 | 1990 | 1999 | 2007 | 2019 |
| Einwohner | 236  | 228  | 231  | 257  | 278  | 316  | 333  | 298  |

## Sehenswürdigkeiten
- Kirche Saint-Aignan, erbaut im 16. Jahrhundert